# Bukinje
Bukinje je naselje u općini Tuzla, Federacija Bosne i Hercegovine, BiH.

## Povijest
Godine 1878. bilo je poprištem bitke kod Tuzle. Kad su carske snage prvi put stigle pred Tuzlu, utaborile su se u četvrtak koncem srpnja na Bukinjima.
Na Bukinjama je bilo i naselje i rudnik. U odnosu na ugljenokope tuzlanskog kraja od Banovića do Majevice i preko Kreke, rudnik u Bukinju bio je srednje veličine i važnosti. Rudničko naselje bilo je smješteno na blagim obroncima i padinama. U ravnici je bila željeznička postaja na pruzi Tuzla - Doboj. Na Bukinju su posjed imali begovi Kulovići. Bukinje su bile klasično begovsko imanje s više stambenih i pomoćnih zgrada. Tri su zgrade bile u krugu: Konak je bio za goste, a Kula, za poslugu i Kuća. Na Bukinju je bila zbirka starinskih tepiha na posjedu Kulovića. Posjed se prostirao u udolinu na putu za Husino. Poput većine bosanskih begovskih imanja, i ovaj je zaokružen visokim jablanima. Jablani su bili posađeni u 19. stoljeću.
Neposredno po završetku prvoga svjetskog rata naglo je narasla potražnja za ugljenom. Malo poslije rata u Bukinju je otvorena nova jama.
Poslije rata u Kraljevini pripadao je Sead-begu Kuloviću. Gospodari Kulovići su na Bukinje dolazili uglavnom ljeti i to povremeno, a većinom su živjeli na posjedu Malinama. Bukinjsko imanje bilo je čestim stjecištem raznih izletnika i grupnih posjeta, onda kad je beg Kulović to dopustio. U međuratnom razdoblju ondje su izlete imali omladinci i prohrvatsko muslimansko društvo Narodna uzdanica kojem je predsjedavao Kulović.
Početkom drugoga svjetskog rata, skupina Hrvata je po zadaći Partije stupila u ustaški tabor na Bukinju, a zatim prebjegla na partizanski teritorij Ozrena. Tijekom rata mjestom ratnih operacija. U Bukinju su osovinske snage imale uporište (borbena skupina Fischer). Borbe su se vodile na Bukinjama. S partizansek strane bila je 6. istočnobosanska brigada. 10. listopada 1943. osnovana je Osamnaesta hrvatska istočnobosanska brigada, a pridružili su joj se rudari, većinom Hrvati iz Bukinja, Kreke, Moluha te drugih sela iz doline rijeke Spreče i planine Majevice. Partizanska vladavina ostavila je krvavi trag. Pobili su mnoge nepodobne, kao općinskog načelnika iz Bukinja Miku Vilušića, mualima iz Bukinja Hasana Hadžića i dr.
Pretkraj prve partizanske vladavine u Tuzli, Nijemci su u protuofenzivi došli do Bukinja i odveli Kuloviće sve u Doboj.
Početkom ljeta 1946. glavni štab omladinskih radnih brigada preselio se iz Brčkog na Bukinje. 1960-ih godina bukinjske jablane dali su bez pravog razloga posjeći nadobudni projektanti građevinarstva nove Tuzle.
Poslijeratno Bukinje formirano je kao novo naselje spajanjem naselja Rudarska Kolonija Bukinje, Željeznička Stanica Bukinje i Rudnik Bukinje, koja su ukinuta. 1962. je uvećano pripajanjem naselja Šićki Brod (Sl.list NRBIH, 47/62).
Od 1972. godine na ležištu Bukinje počela je organizirana proizvodnja kvarcnog pijeska. Taj rezervoar je dio gornjeg ponta tj. neposredna podina krekanskog prvog ugljenog sloja i neznatni je dio krekanskog bazena koji se prostire na 200 km². Tektonski taj je rezervoar mali segment sjevernog krila antiklinale Ravna Trešnja. Sitnozrni pijesak dominira 78%, a 22% je prašinasto glinovita frakcija. Kvarcni pijesak iz Bukinja je uglavnom od kvarca i feldspata i tek 1,5% od teških minerala.
Bukinje pripada Župi sv. Petra i Pavla  u Tuzli.
Bukinje dosta trpi zbog zagađenosti zraka čiji je glavni tvorac TE Tuzla. Događaju se apsurdne situacije da ne mogu dobiti centralno grijanje pa ljudi koji žive prekoputa TE Tuzla nemaju centralno grijanje u svojim domovima. Termoelektrana odlaže šljaku u obližnjim naseljima, među ostalima i na šljakišta Divkovići I i Divkovići II kod Bukinja, sve bivša poljoprivredna dobra koja je TE otkupila od seljana. Na površini od 250 hektara (kao 330 nogometnih stadiona), odložila je više od 30 milijuna kubika šljake. Svi lokaliteti napunjeni su šljakom, pa jedina lokacija Divkovići II od 68 ha, koja je trebala biti korištena do kraja 2015. godine. Četiri su šljakišta zatvorena. Slabo su sanirana, a mještani pritisnuti glađu obrađuju i takva zemljišta. Uz to, pepeo nastao sasušivanjem površinske tekućine s deponija raspršuje vjetar te nastaju prave male pješčane oluje. Stručnjaci su utvrdili velike koncentracije otrovnih elemenata u šljaci i pepelu. Zbog zagađenja zemljišta i neugodnih uvjeta življenja, jer prašina ulazi i u domove, stanovnici sve više iseljavaju pa je od prijašnjih 513 u Divkovićima danas samo 117 ljudi. Zbog strateške važnosti za državu, Federalno ministarstvo dopušta termoelektrani znatno duže prilagođavanje visokim ekološkim standardima.
2004. godine Grad Tuzla 2004. prenamijenio je prostor rudnika ugljena Lipnica pretvorio u inkubator malih i srednjih poduzeća, a isto planira i s prostorima rudnika Bukinje koji je također zatvoren.

## Kultura
U Bukinju je filijalna crkva samostanske župe sv. Petra i Pavla u Tuzli. Crkva (kapela) je posvećena sv. Anti.

## Stanovništvo
Među ovdašnjim prezimenima su Ramoš, Stojak, Šimić, Šuha, Vasilić, Mišanović.
| Bukinje            |              |              |              |              |
| godina popisa      | 1991.        | 1981.        | 1971.*       | 1961.        |
| Hrvati             | 285 (32,31%) | 679 (26,58%) | 658 (28,85%  | 576 (52,27%) |
| Srbi               | 70 (7,937%)  | 385 (15,07%) | 538 (23,59%) | 256 (23,23%) |
| Muslimani          | 219 (24,83%) | 887 (34,72%) | 991 (43,45%) | 94 (8,530%)  |
| Makedonci          |              | 1 (0,039%)   |              |              |
| Crnogorci          |              | 5 (0,19%)    | 15 (0,65%)   | 6 (0,54%)    |
| Albanci            |              | 2 (0,07%)    |              |              |
| Mađari             |              | 2 (0,07%)    | 3 (0,13%)    | 4 (0,36%)    |
| Slovenci           |              | 1 (0,03%)    | 2 (0,08%)    | 3 (0,27%)    |
| Jugoslaveni        | 253 (28,68%) | 553 (21,64%) | 45 (1,973%)  | 162 (14,70%) |
| ostali i nepoznato | 55 (6,23%)   | 40 (1,56%)   | 29 (1,27%)   | 1 (0,09%)    |
| ukupno             | 882          | 2555         | 2281         | 1102         |

* Pripojen Šićki Brod.
U Mjesnoj zajednici Bukinje nalazi se romsko naselje,
 što objašnjava velike fluktuacije broja Hrvata, Muslimana i izjašnjenih kao Jugoslavena među popisima.
Bukinje spada u ruralno područje općine Tuzle. U njemu je 31. prosinca 2006. godine prema statističkim procjenama živjelo 5.290 stanovnika u 1.385 domaćinstava.

## Poznate osobe
- Zvonimir Banović, hrv. bh. novinar i političar

## Šport
- Rudar, nogometni klub
- Bukinje, košarkaški klub